# 约瑟夫·兰开斯特
约瑟夫·兰开斯特（英語：Joseph Lancaster，1778年11月25日—1838年10月23日），英国贵格会教育家，在公共教育方面有创新贡献。基于经济和效率的考虑，他开发并推广了初等教育的监督制度。他的方法在19世纪初新兴工业中心的学校得到应用。